# Kosrae
Lo Stato di Kosrae (fino al 1990 Kusaie) è uno degli Stati Federati di Micronesia, nonché l'omonima isola posta fra Pohnpei e le Isole Marshall.

## Storia
Rinvenimenti archeologici rivelano che le varie isole erano popolate almeno dal neolitico. Le rovine di Lelu testimoniano l'importanza del regno di Kosrae raggiunta nel XIV secolo.
Il primo contatto con la civiltà occidentale si ebbe nel 1824, quando il capitano francese Louis-Isidore Duperrey approdò con la nave Coquille nella baia di Okat, chiamandola Oualan e vi rimase per dieci giorni. Con i francesi arrivò anche l'alcool, che devastò la popolazione.
Con l'arrivo di missionari evangelici nel 1852 fu dissuasa la popolazione dall'abuso di alcolici e venne introdotto l'uso degli indumenti. I predicatori istituirono scuole, in cui insegnarono a scrivere, per la prima volta, la lingua kosrae.
Come parte del territorio coloniale delle isole Caroline, Kosrae ha fatto parte dell'Impero coloniale tedesco per 15 anni e dell'Impero giapponese. Con la sconfitta dei Giapponesi nella seconda guerra mondiale, l'isola entrò a far parte, insieme alle altre isole Caroline, Marshall e Marianne, del Territorio fiduciario delle Isole del Pacifico, sotto l'amministrazione degli Stati Uniti d'America dal 1947 al 1990, anno dell'indipendenza.

## Geografia fisica
È la più orientale delle Isole Caroline, posizionata a 590 km a nord dell'equatore, fra Guam e le isole Hawaii. Con una superficie di 110 km² è la seconda isola, per dimensione, degli Stati Federati di Micronesia.
La costa si presenta frastagliata, intervallata da spiagge e paludi di mangrovie. L'interno, coperto dalla foresta tropicale, è attraversato da diversi corsi d'acqua e culmina coi monti Oman (474 m s.l.m.), Matanti (593 m s.l.m.) e Finkol (634 m s.l.m.).
Climaticamente l'isola ha due stagioni: da maggio a ottobre quella secca e da novembre ad aprile quella piovosa. Le precipitazioni annuali si aggirano intorno ai 7500 mm in montagna e 5000 mm lungo la costa.

## Popolazione
La popolazione è di 8 164 abitanti (censimento 2008) ed è composta da micronesiani. Le lingue ufficiali sono l'inglese e il kosrae.

## Ordinamento dello Stato

### Suddivisione amministrativa
Kosrae è suddiviso amministrativamente in 4 municipalità:

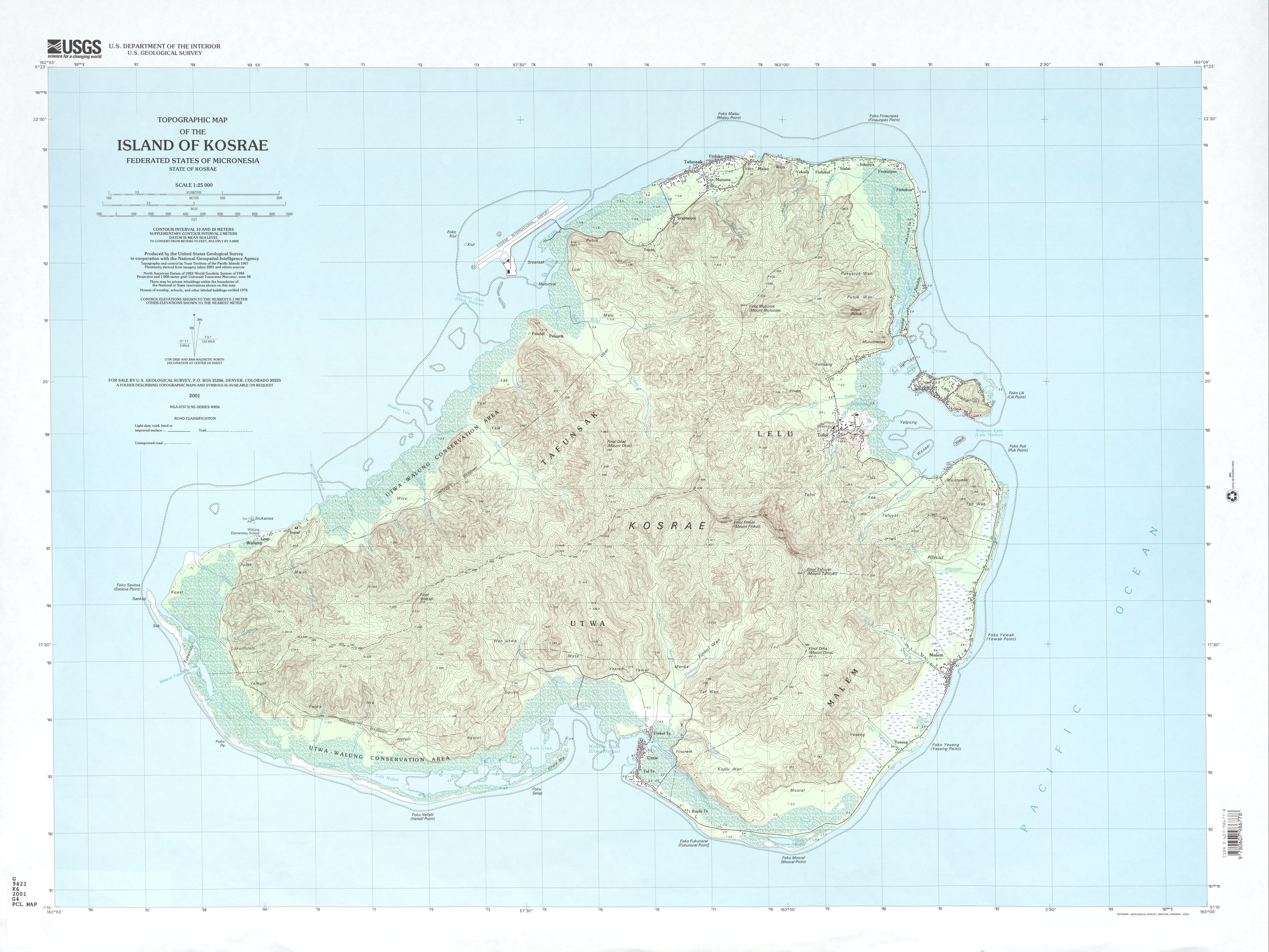
Le municipalità di Kosrae

1. Lelu (2.849 ab. nel 2008)
2. Malem (1.771 ab. nel 2008)
3. Tafunsak (2.489 ab. nel 2008)
4. Utwe (1.079 ab. nel 2008)

## Economia
L'economia si basa essenzialmente sul turismo. La produzione agricola (copra, noce di cocco) e la pesca sono attività di sussistenza.

### Trasporti
Kosrae ha un aeroporto ed è collegata a Guam, Honolulu, Pohnpei e con il vicino atollo Majuro nelle Isole Marshall. Sull'isola non esistono mezzi pubblici.

## Società

### Festività
Le festività dello Stato di Kosrae sono dieci.
| Festa                      | Nome                                | Note                                      |
| -------------------------- | ----------------------------------- | ----------------------------------------- |
| 1º gennaio                 | Anno nuovo                          |                                           |
| 11 gennaio                 | Giorno della Costituzione di Kosrae |                                           |
| 18 gennaio                 | Giorno della Memoria di Lelu        |                                           |
| Venerdì Santo              |                                     |                                           |
| Pasqua                     |                                     |                                           |
| 10 maggio                  | Giorno degli FSM                    | Anniversario della Costituzione           |
| 6 giugno                   | Giorno della Memoria di Malem       |                                           |
| 20 giugno                  | Giorno della Memoria di Utwe        |                                           |
| 8 settembre                | Giorno della Liberazione di Kosrae  |                                           |
| 24 ottobre                 | Giorno delle Nazioni Unite          |                                           |
| 3 novembre                 | Giorno dell'indipendenza            | Anniversario della fine del protettorato. |
| 3º martedì di novembre     | Kosrae State Fair                   |                                           |
| ultimo martedì di novembre | Giorno del Ringraziamento           |                                           |
| 25 dicembre                | Natale                              |                                           |